# Mistrz (film 2012)
Mistrz (ang. The Master, 2012) – amerykański dramat filmowy w reżyserii i według scenariusza Paula Thomasa Andersona. W rolach głównych wystąpili Philip Seymour Hoffman, Joaquin Phoenix i Amy Adams – wszyscy troje byli nominowani za swoje role zarówno do Oscarów, jak i Złotych Globów oraz nagród BAFTA.

## Fabuła
Ameryka, lata powojenne. Weteran wojenny Freddie Quell (Joaquin Phoenix) nie radzi sobie z życiem. Jest alkoholikiem i włóczęgą, a frustracje seksualne doprowadzają go do depresji. Pewnego dnia poznaje charyzmatycznego przywódcę religijnego Lancastera Dodda (Philip Seymour Hoffman), który przywraca Freddiego społeczeństwu. Niedługo potem „Mistrz” mianuje go swoją prawą ręką. W miarę upływu czasu, gdy wspólnota religijna Dodda zaczyna zyskiwać coraz więcej zwolenników, Freddie zaczyna wątpić w to, co wyznaje i w swojego mentora.

## Obsada
- Joaquin Phoenix jako Freddie Quell
- Philip Seymour Hoffman jako Lancaster Dodd
- Amy Adams jako Peggy Dodd
- Laura Dern jako Helen Sullivan
- Ambyr Childers jako Elizabeth Dodd
- Jesse Plemons jako Val Dodd
- Rami Malek jako Clark
- Lena Endre jako pani Solstad

## Premiera
Oficjalna premiera filmu miała miejsce 1 września 2012 roku podczas 69. Międzynarodowego Festiwalu Filmowego w Wenecji, w ramach którego obraz brał udział w Konkursie Głównym. Paul Thomas Anderson dostał tam Srebrnego Lwa za reżyserię, a Puchar Volpiego dla najlepszego aktora ex aequo otrzymali Joaquin Phoenix i Philip Seymour Hoffman.
Następnie film został zaprezentowany 7 września na 37. Międzynarodowym Festiwalu Filmowym w Toronto. 14 września obraz wszedł do dystrybucji na terenie Stanów Zjednoczonych. Polska premiera miała miejsce 16 listopada 2012 roku.

## Nagrody i nominacje
69. Międzynarodowy Festiwal Filmowy w Wenecji
- nagroda: Srebrny Lew dla najlepszego reżysera − Paul Thomas Anderson
- nagroda: Puchar Volpi dla najlepszego aktora − Philip Seymour Hoffman i Joaquin Phoenix
- nagroda: Nagroda FIPRESCI dla najlepszego filmu − Paul Thomas Anderson
- nominacja: Złoty Lew − Paul Thomas Anderson